# Dave Allen (komiek)

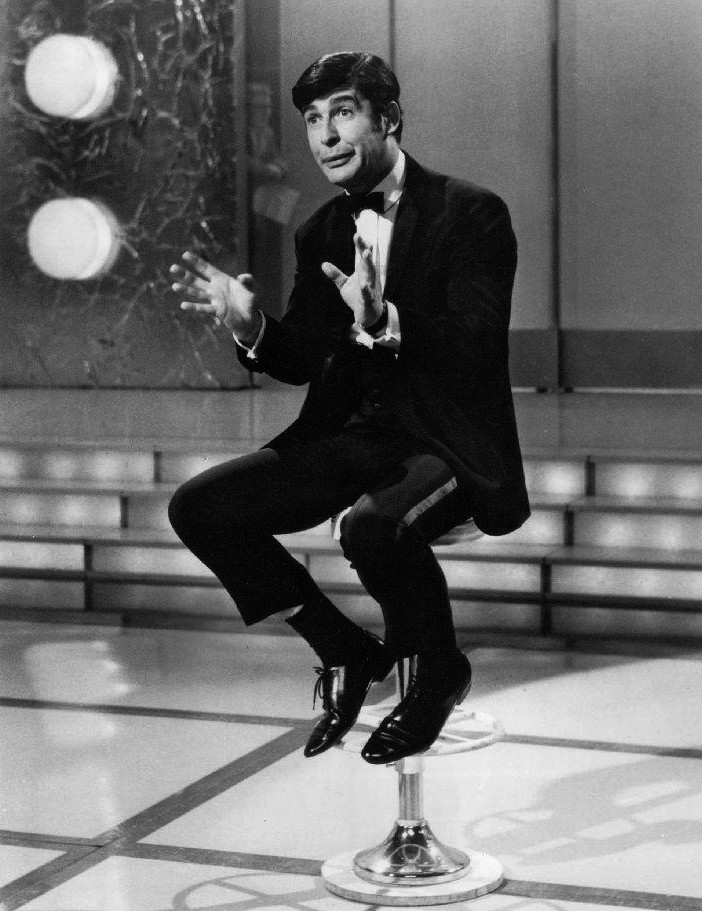
Dave Allen in 1968

Dave Allen, artiestennaam van David Tynan O'Mahoney, (Dublin, 6 juli 1936 - Kensington (Londen), 10 maart 2005) was een Iers komiek.
Als zoon van een directeur-generaal van de krant The Irish Times groeide hij op in Dublin. Aanvankelijk wilde David journalist worden, maar tot zijn eigen verbazing werd hij komiek. Hij trad op onder de naam Dave Allen. Hij ging uit armoede werken in Billy Buttons Holiday Camp, "een vakantiekamp voor gezinnen", waar zijn spraakwatertalent werd ontdekt en erg op prijs werd gesteld. Toen de Beatles voor de allereerste keer optraden stond Dave Allen naast hen op het programma en toen de Beatlegekte haar hoogtepunt had bereikt trad hij nog steeds met hen op, nu in het Londense Palladium. Sedertdien was hij een ster.
Hij werd een vedette die eenmaal buiten de schijnwerpers erg op zijn privacy gesteld was. Dave was ooit presentator in het Palladium, hij had ook een eigen praatshow in Australië. Hij liep nooit in hetzelfde spoor, alhoewel hij genoeg geld verdiende om zijn gezin te onderhouden, haatte hij het om steeds hetzelfde te moeten herhalen, zelfs als het publiek dat zou willen. Hij nam liever risico's en deed grote inspanningen om uit te maken of hij nog iets beters kon dan hij zelf bedacht had. Op televisie kwam Dave vertrouwelijk over, op zijn hoge stoel wekte hij de indruk van intimiteit. Iedere sketch hoe spontaan die ook leek was tot in de puntjes voorbereid.
De Ierse komiek had een zwak voor geschiedenis en las vele boeken over dat onderwerp. Zijn drankgrappen vielen in de smaak bij het Ierse publiek. In zijn shows trok hij veel verschillende kostuums aan. Zo was hij legerofficier, monnik, hofnar, kruisvaarder en Frankenstein. Iedere sketch moest verfilmd worden en wie van hem ooit eens een wekelijkse show zag kon ervan getuigen dat het tot in de perfectie werd uitgevoerd. Het was al eens gebeurd dat hij voor een oude abdij moest filmen en vier keer moest stoppen omdat het stortregende, maar Allen zette door. En ook de meest onmenselijke grappen, zoals in een kar met mest vallen, deed hij zelf: hij wilde hiervoor geen stuntman gebruiken. Hij zag het als zijn opdracht de mensen aan het lachen te maken en was een eeuwige vernieuwer. Hij eindigde meestal zijn tv shows met "Thank you, goodnight and may your God go with you."
- Biblioteca Nacional de España: XX1552399
- Gemeinsame Normdatei: 130613754
- International Standard Name Identifier: 0000 0000 5933 6984
- Library of Congress Control Number: nb2006007607
- MusicBrainz: 48dfd782-ad0c-4ca2-9562-51db65dc9592
- Virtual International Authority File: 3585327
- WorldCat: E39PBJmTkkjfVKbQcpDVF46HYP